# Pierre Mackay Dansereau
Pierre Mackay Dansereau ( 1911-28 de septiembre de 2011)) fue un botánico y ecólogo canadiense. Extraordinario pionero en los estudios de la dinámica forestal.
Obtuvo su doctorado en la Universidad de Ginebra. Se desarrolló como profesor universitario, llegando a "emérito" en la Universidad de Quebec, en 1976.

## Algunas publicaciones
- 1944.  Les èrablières de la Gaspésie et les fluctuations du climat. Contributions de l'Institut de botanique de l'Université de Montréal. 51. 18 pp.
- 2005.  Projets Inacheves: Autobiographie. Ed. MultiMondes. Sainte-Foy, Québec. ISBN 2-89544-073-5

### Libros
- 1985.  Essai De Classification Et De Cartographie ecologique Des Espaces. xiv + 146 pp. ISBN 2-920104-10-1
- 1983.  L' habitat humain et l'écologie du logement dans un quartier urbain, Montréal 1982-83. vii + 135 pp.
- 1976a.  Le Cadre D'une Recherche ecologique Interdisciplinaire. 343 pp. ISBN 0-8405-0328-8
- 1976b. Ecologie De La Zone De L'Aéroport International De Montréal: Le Cadre D'Une Recherche Ecologique Interdisciplinaire. Ed. Presses de l'Université de Montréal. 343 pp. ISBN 0-8405-0328-8
- 1975a.  Inscape and Landscape: The Human Perception of Environment. 118 pp. ISBN 0-231-03991-3
- 1975b.  Inscape and Landscape. 118 pp. ISBN 0-88794-073-0
- 1975c.  Harmony and disorder in the Canadian environment. Ed. Canadian Environmental Advisory Council. Ottawa. 146 pp.
- 1970.  Challenge for Survival: Land, Air, and Water for Man in Megalopolis. 235 pp. ISBN 978-0-231-03267-4
- Dansereau, P; PF Buell. 1966a.  Studies on the vegetation of Puerto Rico. Ed. Univ. of Puerto Rico, Mayagüez. 287 pp.
- 1966b. Distribution géographique et écologique du Betula alleghaniensis. Ed. Mémoires du Jardin botanique de Montreal 58. 56 pp.
- 1964.  Contradictions & biculture, communications 1955-1961. Ed. Les Éditions du Jour. Montreal. 220 pp.
- 1957.  Biogeography; an ecological perspective. 394 pp. ISBN 0-8260-2330-4
- 1943.  L' erablière laurentienne ... Ed. Institut botanique de l'Université de Montréal. 45 ( 60) 291 pp

## Honores

### Eponimia
- (Cistaceae) Cistus × dansereaui P.Silva[2]
- La abreviatura «Dans.» se emplea para indicar a Pierre Mackay Dansereau como autoridad en la descripción y clasificación científica de los vegetales.[3]